# 25783 Brandontyler
25783 Brandontyler (tên chỉ định: 2000 CM39) là một tiểu hành tinh vành đai chính. Nó được phát hiện bởi dự án Nghiên cứu tiểu hành tinh gần Trái Đất Lincoln ở Socorro, New Mexico, ngày 4 tháng 2 năm 2000. Nó được đặt theo tên Brandon Tyler Ramirez, an American high school student whose physics team project won second place ở the 2009 Giải thưởng Khoa học và Kỹ thuật Intel.